# 音悦Tai
音悦Tai（インユエタイ）は、中国本土のHD MV共有サイトである。

## 著作権
音悦Taiは、ユニバーサルミュージック、ワーナー・ミュージック、 ソニー・ミュージック、ロックレコード、相信音楽、エイベックス、韓国のSMエンタテインメント、JYPエンターテインメントおよびその他のレコード会社などと、MBCや KBS、その他のテレビ局の間に著作権に関する合意がある。